# Sinocyclocheilus huaningensis
Sinocyclocheilus huaningensis är en fiskart som beskrevs av Li, 1998. Sinocyclocheilus huaningensis ingår i släktet Sinocyclocheilus och familjen karpfiskar. Inga underarter finns listade i Catalogue of Life.